# Hypericum rigidum
Hypericum rigidum är en johannesörtsväxtart. Hypericum rigidum ingår i släktet johannesörter, och familjen johannesörtsväxter.

## Underarter
Arten delas in i följande underarter:
- H. r. bracteatum
- H. r. meridionale
- H. r. rigidum
- H. r. sellowianum